# Davina McCall
Davina Lucy Pascale McCall (Londen, 16 oktober 1967) is een Britse televisiepresentatrice en actrice. McCall is onder meer bekend van het Britse Big Brother dat zij tussen 2000 en 2010 onafgebroken presenteerde.

## Biografie
McCall is de dochter van een Franse moeder en een Engelse vader. Ze begon haar carrière in 1992 bij de Britse MTV. Daarna ging zij verschillende shows presenteren voor Channel 4, ITV, Sky Channel en de BBC. In 2000 werd McCall gevraagd om de Britse versie van Big Brother te presenteren voor Channel 4. Door het succes van Big Brother in het Verenigd Koninkrijk presenteerde McCall dit programma zeventien keer (tien reguliere en zeven celebrity- seizoenen). Na de zomer van 2010 kwam er een einde aan deze presentatieklus toen Channel 4 het programma stopzette wegens tegenvallende kijkcijfers van de afgelopen jaren. Channel 5 ging verder met Big Brother, maar McCall besloot niet terug te keren.